# 宫志峰
宫志峰（1949年12月—2019年6月2日），山东文登人，中华人民共和国政治教育工作者、诗人，山东师范大学原党委书记、研究员、博士生导师。

## 生平
1968年参加工作，1972年加入中国共产党。历任青岛生建机械厂办公室副主任、中共山东省委办公厅秘书、中共桓台县委副书记（挂职）。1990年5月调任山东师范大学党委副书记，1998年至2010年担任书记。2008年1月至2013年1月，任山东省第十一届人大常务委员会委员，期间先后担任法制委员会委员、教育科学文化卫生委员会副主任委员。兼任山东省社会科学界联合会副主席。长期从事高校党建和大学生思想政治教育工作研究。2019年6月2日9时31分在山东省济南市逝世。

## 出版物
诗集
- 宫志峰. . 济南: 泰山出版社. 2009. ISBN 978-7-80634-820-8.
- 宫志峰. . 济南: 泰山出版社. 2009. ISBN 978-7-80634-718-8.
- 宫志峰. . 济南: 泰山出版社. 2007. ISBN 978-7-80634-604-4.
- 宫志峰. . 济南: 泰山出版社. 2005. ISBN 7-80634-507-8.
- 宫志峰. . 济南: 山东文艺出版社. 2000.

教育书籍
- 宫志峰; 李纪岩; 李在武. . 北京: 人民出版社. 2012. ISBN 978-7-01-011386-9.
- 宫志峰. . 济南: 山东人民出版社. 2011. ISBN 978-7-209-05674-8.
- 宫志峰. . 济南: 山东人民出版社. 2007. ISBN 978-7-209-04283-3.
- 宫志峰 (编). . 济南: 泰山出版社. 1999. ISBN 7-80634-133-1.
- 宫志峰 (编). . 济南: 山东友谊出版社. 1997. ISBN 7-80551-955-2.
- 宫志峰等 (编). . 海口: 南海出版公司. 1996. ISBN 7-5442-0710-2.
- 宫志峰等 (编). . 北京: 中国人事出版社. 1994. ISBN 7-80076-623-3.